# Geospizopsis
Geospizopsis is een geslacht van zangvogels uit de grote Amerikaanse familie Thraupidae (tangaren). De beide soorten uit dit geslacht zijn op grond van DNA-onderzoek uit het geslacht Phrygilus verwijderd en in dit geslacht geplaatst.

## Soorten
- Geospizopsis plebejus  – Grijsborstsierragors
- Geospizopsis unicolor  – Loodkleurige sierragors